# Lepiej niż w książce
Lepiej niż w książce (ang. Stranger than Fiction) – amerykański dreszczowiec filmowy z 1999 roku. W Polsce film wyemitowały stacje Polsat i TV4.

## Zarys fabularny
Dwaj obcy sobie mężczyźni spotykają się przypadkowo na lotnisku. W barze nawiązują grzecznościową rozmowę. Jeden z nich, pisarz, opowiada współtowarzyszowi podróży autentyczną, mrożącą krew w żyłach historię, jaka wydarzyła się w Salt Lake City, a którą następnie opisał w swojej najnowszej książce. Jared, Violet, Emma i Austin tworzą grupę wiernych i oddanych sobie przyjaciół. Pewnej nocy ich przyjaźń zostanie wystawiona na ciężką próbę – w domu Jareda znajdują się zwłoki nagiego mężczyzny, kochanka Jareda, którego trzeba się natychmiast pozbyć. Mężczyzna prosi o pomoc niezawodnych przyjaciół, nie wyjawiając im jednak całej prawdy o zamordowanym nieznajomym. Po wielu wpadkach, udaje się wreszcie zatuszować sprawę. Gdy wydaje się, że wszystko może wrócić do normy, przyjaciół elektryzuje wiadomość o samobójczej śmierci Violet.

## Obsada
- Mackenzie Astin jako Jared Roth
- Todd Field jako Austin Walker/Donovan Miller
- Dina Meyer jako Emma Scarlett
- Natasha Gregson Wagner jako Violet Madison